# Jeff Maggert
Jeffrey Allan Maggert (Columbia, 20 februari 1964) is een Amerikaans golfer die actief is op de Champions Tour. Hij speelde op de PGA Tour en de Nationwide Tour.

## Loopbaan
Triplett werd geboren in Columbia, maar groeide op in The Woodlands, Texas waar hij naar de 'McCullough High School' ging. Vervolgens studeerde hij op de 'Texas A&M University' waar hij een All-American-lid was van het golfteam.
In 1986 werd Maggert een golfprofessional en hij ging aan de slag op de Amerikaanse golftours. In 1990 werd hij 'speler van het jaar' op de Ben Hogan Tour. In 1991 maakte hij zijn debuut op de PGA Tour en in 1993 behaalde hij zijn eerste overwinning op de PGA Tour door de Walt Disney World/Oldsmobile Classic te winnen.
In 2014 maakte Maggert zijn debuut op de Champions Tour en hij won in zijn eerste seizoen een golftoernooi, de Mississippi Gulf Resort Classic. In zijn tweede seizoen won hij twee Majors.

## Prestaties

### Professional
PGA Tour
| Nr. | Datum            | Toernooi                                        | Score           | Score    | Info |
| --- | ---------------- | ----------------------------------------------- | --------------- | -------- | ---- |
| 1   | 10 oktober 1993  | Walt Disney World/Oldsmobile Classic            | 66-65-66-68=265 | –23      |      |
| 2   | 28 februari 1999 | WGC-Andersen Consulting Match Play Championship | 38 holes        | 38 holes |      |
| 3   | 16 mei 2006      | FedEx St. Jude Classic                          | 72-66-68-65=271 | –9       |      |

Ben Hogan Tour
- 1990: Ben Hogan Knoxville Open, Ben Hogan Buffalo Open

Champions Tour  Champions Tour 2015
| Nr. | Datum | Toernooi                        | Score | Score | Info                       |
| --- | ----- | ------------------------------- | ----- | ----- | -------------------------- |
| 1   | 2014  | Mississippi Gulf Resort Classic | 205   | –11   | Seizoensdebuut             |
| 2   | 2015  | Regions Tradition               | 271   | -14   |                            |
| 3   | 2015  | US Senior Open                  | 270   | -10   | 2de werd Colin Montgomerie |

Overige
- 1988: Texas State Open, St. Louis Open
- 1989: Malaysian Open
- 1990: Vines Classic (Australië), Texas State Open
- 1994: Texas State Open, Diners Club Matches (met Jim McGovern)
- 1997: Diners Club Matches (met Steve Elkington)

## Teamcompetities
Professional
- Presidents Cup: 1994 (winnaars)
- Ryder Cup: 1995, 1997, 1999 (winnaars)